# Fort Denaud
Fort Denaud es un lugar designado por el censo ubicado en el condado de Hendry en el estado estadounidense de Florida. En el Censo de 2010 tenía una población de 1.694 habitantes y una densidad poblacional de 31,36 personas por km².

## Geografía
Fort Denaud se encuentra ubicado en las coordenadas 26°43′22″N 81°33′14″O / 26.72278, -81.55389. Según la Oficina del Censo de los Estados Unidos, Fort Denaud tiene una superficie total de 54.01 km², de la cual 52.17 km² corresponden a tierra firme y (3.4%) 1.84 km² es agua.

## Demografía
Según el censo de 2010, había 1.694 personas residiendo en Fort Denaud. La densidad de población era de 31,36 hab./km². De los 1.694 habitantes, Fort Denaud estaba compuesto por el 89.49% blancos, el 1.18% eran afroamericanos, el 0.53% eran amerindios, el 0.47% eran asiáticos, el 0% eran isleños del Pacífico, el 6.32% eran de otras razas y el 2.01% pertenecían a dos o más razas. Del total de la población el 13.16% eran hispanos o latinos de cualquier raza.